# Банк кредит свисс (Москва)
Банк Кредит Свисс (Москва) — дочерний банк крупного международного банка Credit Suisse, созданный в 1993 году в форме акционерного общества. Представительство банка Credit Suisse начало работать в СССР в 1976 году. Один из первых зарубежных банков, начавших работать на российском рынке банковских услуг для частных клиентов.
С 1991 года банк оказывает полный спектр инвестиционных и банковских услуг ведущим российским и иностранным корпоративным клиентам и организациям.
В 2015 году «Банк Кредит Свисс»  занял 99-е место среди российских банков по размеру активов (53 млрд рублей), 51-е место по размеру собственного капитала (14,5 млрд рублей) и 36-е место по нераспределённой прибыли (1,76 млрд рублей).
Банк оказывает услуги по управлению частным капиталом, которые ориентированы на состоятельных клиентов, проживающих как в России, так и за рубежом. Наряду с материнской компанией, Credit Suisse, является соучредителем ООО «Кредит Свисс Секьюритиз (Москва)», осуществляющего брокерскую и дилерскую деятельность.